# 明治神宮野球大会 高校の部 (秋田県勢)
明治神宮野球大会高校の部における秋田県勢の成績について記す。

## 大会結果
| 大会                 | 代表校                        | 試合結果 | 試合結果         | 備考        |
| -------------------- | ----------------------------- | -------- | ---------------- | ----------- |
| 第11回大会（1980年） | 秋田経大付（初出場）          | 2回戦    | ● 0 - 1 早稲田実 |             |
| 第26回大会（1995年） | 秋田（初出場）                | 1回戦    | ○ 9 - 2 松山商   | 7回コールド |
| 第26回大会（1995年） | 秋田（初出場）                | 準決勝   | ● 4 - 8 福井商   |             |
| 第32回大会（2001年） | 秋田経法大付（21年ぶり2回目） | 2回戦    | ● 0 - 7 報徳学園 | 8回コールド |
| 第36回大会（2005年） | 秋田商（初出場）              | 2回戦    | ● 2 - 4 関西     |             |
| 第40回大会（2009年） | 秋田商（4年ぶり2回目）        | 1回戦    | ● 0 - 7 高岡商   | 8回コールド |